# Neva (torrente)
Il Neva è un torrente che nasce in Piemonte e scorre poi per gran parte del proprio corso in Liguria, in Provincia di Savona.

## Percorso
Il Neva nasce dalle Alpi Liguri sul Monte Galero (1.708 m). Lungo il suo corso riceve da destra il rio Pennavaira, suo principale tributario, presso il paese di Cisano sul Neva. Da qui in poi entra nella Piana di Albenga terminando il suo corso presso il centro di Leca. È insieme all'Arroscia uno dei due corsi d'acqua che, confluendo presso Albenga, danno origine al fiume Centa.

## Affluenti

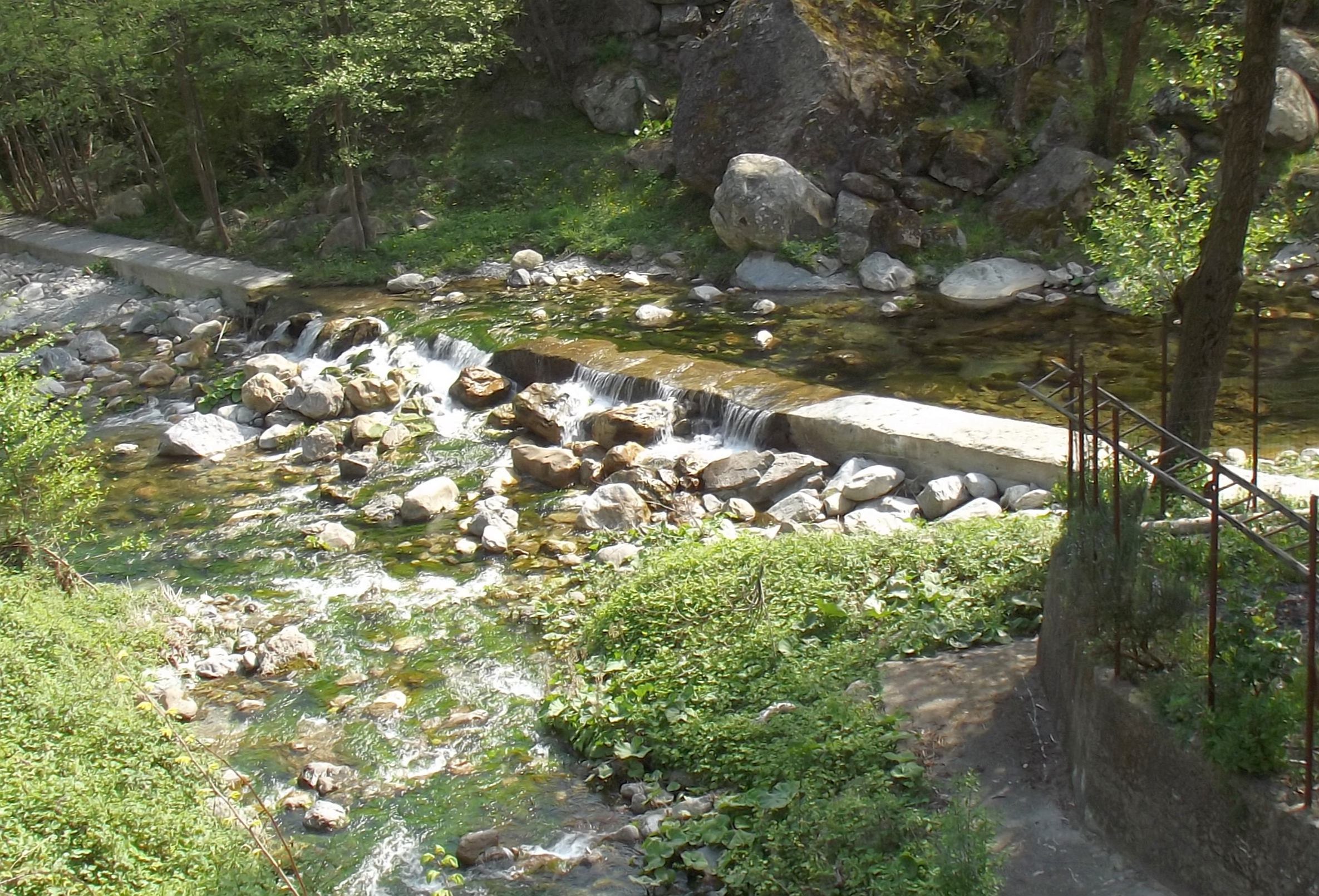
La confluenza del Pennavaira, a Cisano

- Destra idrografica:
  - rio Bossolasco,
  - torrente Pennavaira,
  - rio Sant'Antonio.
- Sinistra idrografica:
  - rio Collarea,
  - rio Vernea,
  - rio Ciosi.

## Regime

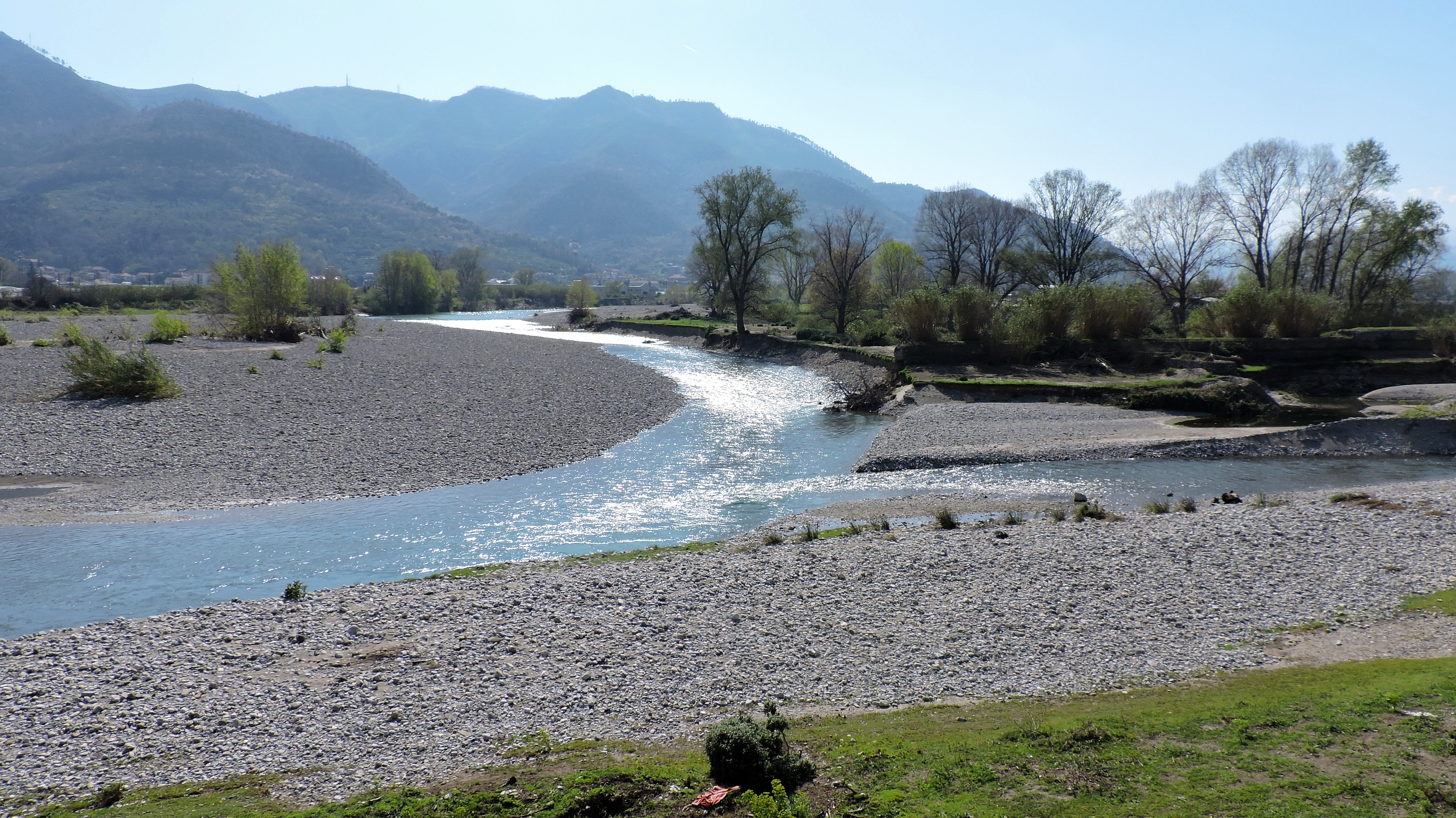
La confluenza tra Neva (a destra) e Arroscia

Il corso d'acqua ha un regime estremamente torrentizio con piene violente in autunno e magre fortissime in estate.